# Джо Кийомия
Джо Лий Кийомия (на английски: Joe Lee Kieyoomia; 21 ноември 1919 г., Фармингтън – 17 февруари 1997 г. , пак там) е американски войник, сержант участвал във Втората световна война и бил пленен от японците. Той оцелява при похода на смъртта на Батаан (американска военна база във Филипините) и атомната бомбардировка на Нагасаки: в плен японците го измъчват брутално, опитвайки се да открият кода на навахо (използван за шифровка от САЩ по време на ВСВ) само дебелите стени на затвора, в който е затворен, го спасяват от смъртта в Нагасаки.

## Биография
Джо Кийомия е индианец от племето навахо по произход, но има и японски корени. Кийомия е призован в армията на САЩ преди Съединените щати да влязат във Втората световна война. Служи в 200-ти крайбрежен артилерийски полк в Ню Мексико. През 1942 г. участва в битката за Филипините, в която американските войски са разбити и попада в плен. Джо, заедно с 60 000 филипинци и 15 000 американци, е заловен от японците.
В продължение на 43 месеца Джо е в затвора, където японците се отнасят с него особено жестоко: първо, той е отчасти японец по произход, поради което японците го смятат за предател; второ, той е навахо и следователно би могъл да знае ключа към разгадаването на кода, използван от радиокодерите в Съединените щати. Но Джо не разбира същността на предаваните съобщения, защото не знае за съществуването на такъв код.Въпреки че превежда отделни думи на японски, той не може да обясни в какъв контекст може да се използва всяка дума. Японците решават, че Кийомия крие истината и започват да го измъчват: много често го събличат гол и го карат да стои в снега, докато не проговори. След завръщането на затворника в килията японските надзиратели започват да бутат Джо, който пада и не успва да стане поради измръзване на краката. Заради мъченията кожата на петите му се изтрива, след като Кийомия почти губи десния си крак. Понякога е плавал на така наречените „адски кораби“, където са превозвани американски военнопленници.
На 9 август 1945 г. върху Нагасаки е хвърлена атомна бомба: въпреки факта, че се намира в долина, градът е напълно разрушен от ударната вълна и около 50 хиляди души загиват. Кийомия оцелява само благодарение на дебелите стени на затвора, които издържат. В продължение на три дни никой не може да го намери: накрая, в атмосфера на всеобщ хаос, японски офицер намира заловения американски войник и го освобождава.
Джо Кийомия е забележителен с това, че не само е оцелял в марша на смъртта на Батаан и свързаните с него интерниране и изтезания в концентрационен лагер, но също така е хибакуша (оцелял след взрив на атомна бомба).
За службата си Джо Кийомия е награден с 12 медала, включително медала „Пурпурно сърце“.